# Alcalus mariae
Espèce
Synonymes
- Micrixalus mariae Inger, 1954
- Ingerana mariae (Inger, 1954)

Statut de conservation UICN

 EN  : En danger
Alcalus mariae est une espèce d'amphibiens de la famille des Ceratobatrachidae.

## Répartition
Cette espèce est endémique de l'île de Palawan aux Philippines. Elle se rencontre sur le mont Balabag.

## Description
Le mâle holotype mesure 33,1 mm.

## Étymologie
Cette espèce est nommée en référence à Mary Lee Inger (1918-1985), la première épouse de Robert Frederick Inger.

## Publication originale
- Inger, 1954 : Systematics and zoogeography of Philippine Amphibia. Fieldiana, Zoology, vol. 33, no 4, p. 183-531 (texte intégral).